# لی‌لی پونس
لی‌لی پونس (انگلیسی: Lily Pons؛ ۱۲ آوریل ۱۸۹۸ – ۱۳ فوریهٔ ۱۹۷۶) یک هنرپیشه اهل فرانسه بود.